# Syllepte rubrifucalis
Syllepte rubrifucalis is een vlinder uit de familie van de grasmotten (Crambidae). De wetenschappelijke naam van deze soort is voor het eerst voorgesteld door Paul Mabille in een publicatie uit 1900.
De soort komt voor in Madagaskar.